# Санта Крус Чочокотлан
Санта Крус Чочокотлан (също се произнася Хохокотлан) е малко градче и община намиращо се на 5 км от столицата на Оахака, Оахака де Хуарес, в южната част на Мексико.
Градчето е част от централния дистрикт на региона Вайе Сентрал (Централната долина). Името на града произлиза от науатълската дума чокотл (xocotl), което ще рече кисело-сладък плод; повторението на кореновата морфема „чо“ подсилва значението – много сладко-кисел плод. Цялата науатълска фраза означава място на сладко-киселите плодове. На местния миштекски език названието на града е Нуунитатнохойоо (Nuunitatnohoyoo) – град на цветята с лунни лица
Най-често общината се нарича просто Хохо. През по-голямата част на историческото си минало градчето е било селскостопански център. Едва с разрастването на Оахака в началото на 20 век и този град се раширява. Това е причина за проблеми с незаконно заемане на общински терени и нелегално навлизане в исторически важната археологическа зона Монте Албан.
Управата на местната община се опитва да съхрани местните традиции и културни практики, като е възстановила някои популярни за туристите атракции – „вещерски вторници“ (исп. martes de brujas) и други ритуали покрай отбелязване деня на мъртвите. Броят на туристите около това събитие е особено голям. Те идват за да наблюдават бдения, шествия, олтари и други представления.